# Анатоль Курагин
Анатолий Васильевич (Анатоль) Курагин (? — 1812) — герой романа Льва Толстого «Война и мир». Сын князя Василия Курагина. Сестра — Элен, брат — Ипполит.  Тайно женат на польской шляхтянке.
В 1805 году, по настоянию отца, безуспешно сватался к княжне Марье Болконской, соблазнив вместо этого её компаньонку м-lle Bourienne (I том, 3-я часть, главы 4-5).
Увлекшись Наташей Ростовой (II том, 5-я часть), заставляет её влюбиться в себя. Очаровав Наташу, Анатоль предлагает ей бежать за границу. Однако в ночь похищения Марья Дмитриевна Ахросимова узнаёт об этом. Похищение не удаётся. Узнав, что Анатоль женат, Ростова пытается отравить себя мышьяком. По настоянию Пьера Безухова Анатоль изгнан из Москвы.
После Бородинского сражения Анатолю ампутировали ногу. Далее в 9-й главе III тома говорится о том, что Пьер Безухов узнаёт о его смерти. Более в романе он не упоминается.
Некоторые эксперты считают, что образ героя писался с Анатолия Львовича Шостака, троюродного брата Татьяны Берс.